# Vorderachse

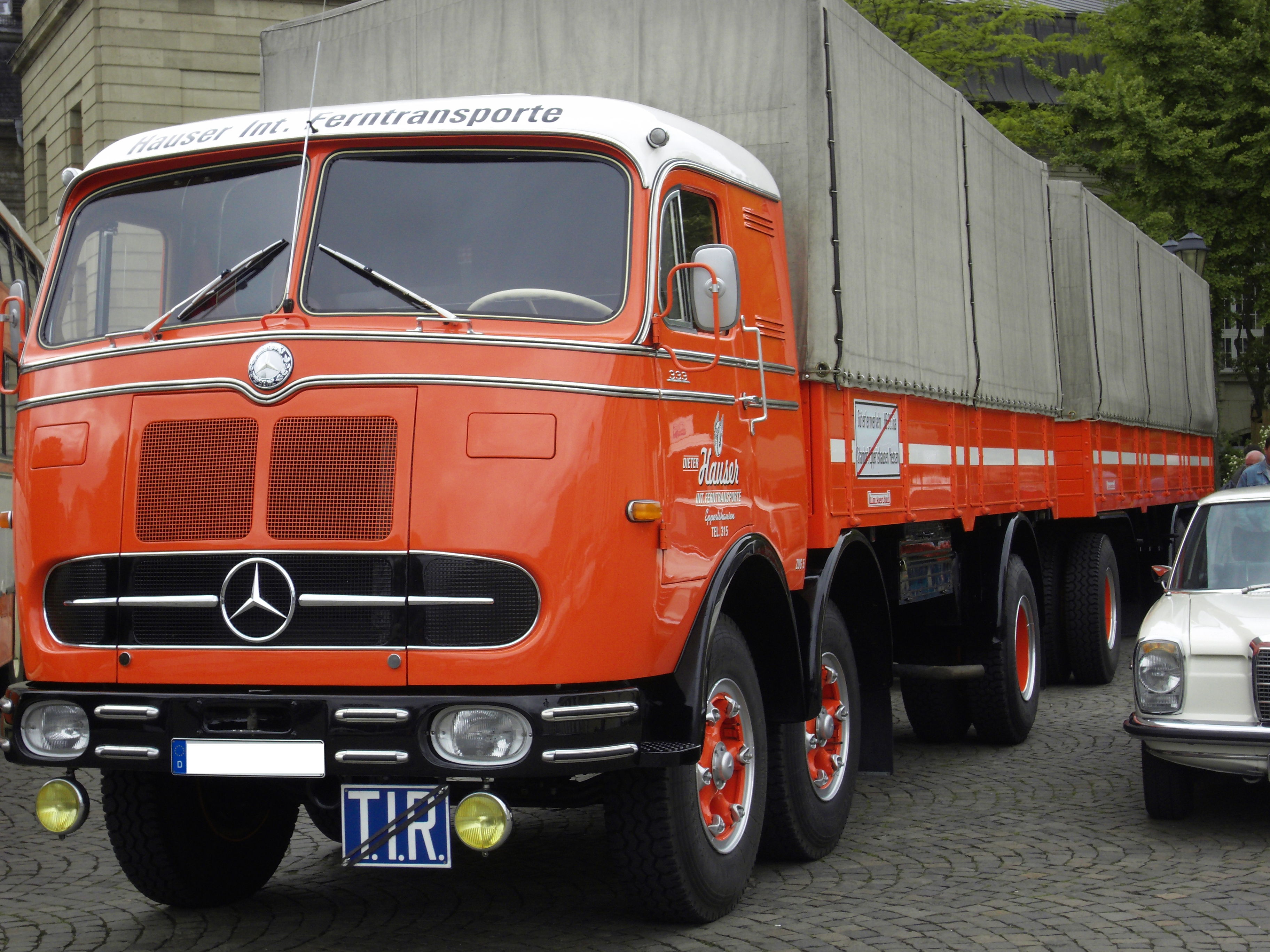
Mercedes-Benz LP 333 mit doppelter Vorderachse

Die Vorderachse ist bei zweispurigen Fahrzeugen die Achse, die vor dem Fahrzeugschwerpunkt angebracht ist und die Vorderräder über entsprechende Lager trägt. Die Vorderachse ist meist gefedert ausgeführt und durch geeignete Lenker an der Karosserie geführt.  Es können auch mehrere Achsen vor dem Schwerpunkt angebracht sein, z. B. bei schweren Lkw. An der Vorderachse befindet sich im Regelfall die Lenkung des Fahrzeuges. 
Starrachsen finden sich heute nur noch bei Nutzfahrzeugen, bei Pkw hat sich die Einzelradaufhängung durchgesetzt.  
Zur Vorderachse werden gezählt:
- Rad
- Radträger
- Lenker
- Lenkung
- Federn
- Dämpfer.

Gegebenenfalls zählt auch der Fahrschemel hinzu, der die beiden Achshälften verbindet.